# Stéphane Grappelli
Stéphane Grappelli (26 tháng 1 năm 1908 – 1 tháng 12 năm 1997) là một nghệ sĩ vĩ cầm người Pháp nổi tiếng, và là một trong số những nghệ sĩ đã thành công trong việc đưa cây vĩ cầm vào nhạc jazz.
Grappelli sinh tại Pháp, cha mẹ ông là người Ý. Ông học về nhạc cổ điển tại Nhạc viện Paris nhưng sau khi được nghe một đĩa nhạc jazz Mỹ, ông đã xin thôi học và bắt đầu chơi thể loại nhạc này.
Vào thập niên 1930, Grappelli bắt đầu biểu diễn và thu âm với nghệ sĩ guitar nổi tiếng người Bỉ, Django Reinhardt tại Quintette du Hot Club de France. Ngũ tấu của họ là một trong số ban nổi tiếng nhất nước Pháp và đã nhiều lần biểu diễn cùng với Josephine Baker, George Gershwin và Louis Armstrong. Sau khi biểu diễn vòng quanh London, năm 1939, Grappelli đã lưu lại đây trong suốt Chiến tranh thế giới thứ hai (1939-1945).
Grappelli dành những năm 1950 và 1960 để biểu diễn tại các hộp đêm tại Pháp và Anh. Ông xuất hiện trước công chúng Mỹ lần đầu tiên tại Liên hoan nhạc jazz Newport. Ông tiếp tục đi biểu diễn trong những năm 1970 và 1980.